# Cardoness Castle

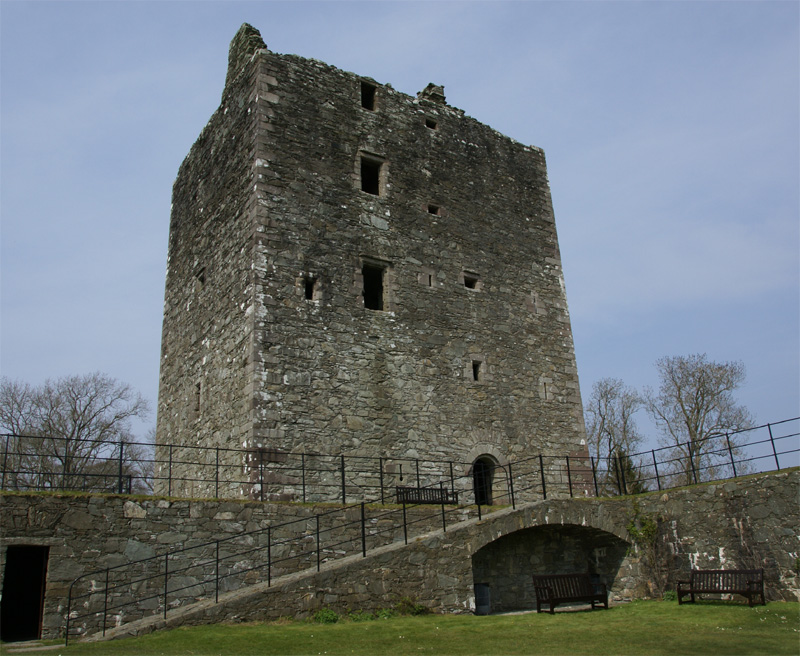
Cardoness Castle

Cardoness Castle ist ein Tower House direkt südwestlich von Gatehouse of Fleet in der schottischen Council Area Dumfries and Galloway. Das gut erhaltene Hausa aus dem 15. Jahrhundert gehörte ursprünglich den MacCullochs of Myreton. Sie gaben die Burg Ende des 17. Jahrhunderts, nach der Hinrichtung von Sir Godfrey MacCulloch wegen Mordes an einem Nachbarn vom Clan Gordon, auf. Das Gebäude wird heute von Historic Scotland verwaltet und gilt als Scheduled Monument.

## Geschichte
Um 1170 verlehnte König Malcolm IV. die Ländereien von Anwoth an David FitzTeri, einen Herren aus Cumbria, der in Boreland, in der Nähe der heutigen Burg, eine Motte errichten ließ. 1220 befanden sich Nicholas de Kerdenes und seine Gattin Cicely mit der Dundrennan Abbey über Cicelys Mitgift in Streit; de Kerdenes rief später sogar den Papst an. 1277 war Bertram de Kerdennes Zeuge einer Charta von König Alexander III., die eine Schenkung von Dervorguilla de Balliol an die Kathedrale in Glasgow bestätigte. Am 18. Juni 1342 erhielt Malcolm Fleming, Earl of Wigtown, eine Charta über die Ländereien von Cardoness in Galloway von König David II. im Austausch für die Ländereien von Mochrum, die der König ihm vorher zu Lehen gegeben hatte. Er erhielt ebenfalls weitere Ländereien in Wigtownshire.
Die Ländereien von Cardoness verbleiben bis 1466 in den Händen der Familie MacCulloch. Sir Andreas Agnew, 8. Baronet, schrieb 1864 eine Sage auf, die darüber berichtet, wie die MacCullochs an die Ländereien von Cardoness gekommen seien:

„Ein gewisser Lord von Cardonnes, der seine finanziellen Ressourcen mit dem Bau seiner Burg erschöpft hatte, schloss sich einer Bande von Grenzdieben an und häufte beträchtliches Vermögen durch Plünderungen an. In den zwanzig Jahren, in denen er verheiratet war, hatte ihm seine Gattin neun Töchter geboren. Dies aber befriedigte nicht sein nun gesteigertes Verlangen nach einem Stammhalter und er drohte seiner Frau, dass er, wenn sie ihm keinen Sohn gebäre, sie und alle seine neun Töchter im Black Loch ertränken und sich nach einer neuen Gattin umsehen würde. Niemand zweifelte daran, dass der Lord seine Drohung wahr machen würde, und so war die Freude der Frau und ihrer Nachbarn groß, als sie ihrem Gatten einen Sohn präsentieren konnte. Dies war nun mitten im Winter und der See war dick zugefroren, woraufhin der Lord seine Absicht bekanntgab, ein großes Fest auf dem ‚‘Black Loch‘‘ zu geben. Entsprechend seinen Anweisungen war seine gesamte Familie an einem bestimmten Sonntag dort versammelt, bis auf eine Tochter, die nicht an dem Fest teilnehmen konnte. Die Feiernden waren in Hochstimmung, als plötzlich das Eis nachgab und der alte Sünder selbst mit seiner gesamten Familie ins dunkle Wasser fiel und jämmerlich ertrank. Nur die junge Dame, die nicht an dem Fest teilnehmen konnte, ertrank nicht und heiratete wenig später einen MacCulloch.“

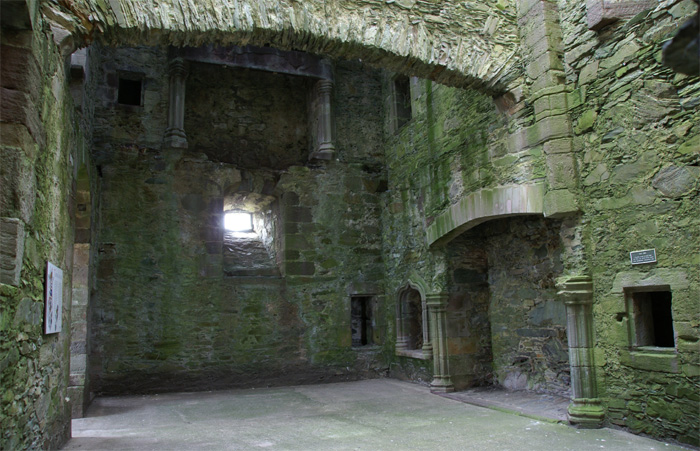
Inneres von Cardoness Castle

Die Herren MacCulloch ließen die heutige Burg Ende des 15. Jahrhunderts errichten. In den 1560er-Jahren berichtete ein englischer Spion seiner Königin Elisabeth I. über die Burg als Vorbereitung auf eine Invasion Schottlands, die niemals stattfand. 1622 erwarben die Gordons von Ardwall das verpfändete Anwesen. Die Fehde zwischen den MacCullochs und den Gordons fand ihren Höhepunkt 1690, als Sir Godfrey MacCulloch auf William Gordon aus Buck o’Bield schoss und ihn tötete. Sir Godfrey floh nach Frankreich, wurde aber 1697 in Edinburgh aufgegriffen und auf der Scottish Maiden hingerichtet. Anschließend war die Burg nicht mehr bewohnt und ging durch die Hände mehrerer Besitzer, bis sie 1927 unter die Obhut des Staates gestellt wurde. Sie gilt seit 1928 als Scheduled Monument und wird heute von Historic Scotland verwaltet. Sie ist öffentlich zugänglich.